# تير دو لاك (ميزوري)
تير دو لاك (بالإنجليزية: Terre du Lac)‏، هي إحدى المجتمعات الفردية (غير مصنفة) في ولاية ميزوري في الولايات المتحدة الأمريكية.